# Sipbachzell
Sipbachzell is een gemeente in de Oostenrijkse deelstaat Opper-Oostenrijk, gelegen in het district Wels-Land. De gemeente heeft ongeveer 1700 inwoners.
Het wapen van Sipbachzell bevat een lintworm.

## Geografie
Sipbachzell heeft een oppervlakte van 25 km². De gemeente ligt in het centrum van de deelstaat Opper-Oostenrijk, vlak bij de stad Wels.
Aichkirchen · Bachmanning · Bad Wimsbach-Neydharting · Buchkirchen · Eberstalzell · Edt bei Lambach · Fischlham · Gunskirchen · Holzhausen · Krenglbach · Lambach · Marchtrenk · Neukirchen bei Lambach · Offenhausen · Pennewang · Pichl bei Wels · Sattledt · Schleißheim · Sipbachzell · Stadl-Paura · Steinerkirchen an der Traun · Steinhaus · Thalheim bei Wels · Weißkirchen an der Traun
- Gemeinsame Normdatei: 4432648-8
- Library of Congress Control Number: n97060508
- Nationale Bibliotheek van Israël: 987007542703705171
- Virtual International Authority File: 158446670